# Tormato
Tormato es el noveno álbum de estudio de la banda británica de rock progresivo Yes, editado por Atlantic Records, en 1978.

## Detalles
Al igual que el disco previo Going for the One, Tormato alcanzó las listas de ventas entrando en el Top 10 de Billboard 200, siendo el himno conservacionista "Don't Kill the Whale" su sencillo más vendido. Tormato continúa con la línea del anterior álbum, con canciones más cortas y enérgicas que las largas suites progresivas de sus discos en los primeros años setenta, y es el último antes del abandono del grupo por parte de Jon Anderson y Rick Wakeman y su sustitución por los componentes de The Buggles para el álbum Drama (1980).
La portada fue de nuevo obra del grupo de diseñadores gráficos Hipgnosis, y reproduce un montaje en cuyo fondo aparece el "Yes Tor", una formación rocosa en Okehampton (Devon, Reino Unido) la cual en principio daría título al álbum. 
Rick Wakeman le arrojó un tomate a la portada debido a la frustración que sintió al considerar a la imagen como "poco expresiva". 
Finalmente, se decidió ajustar la portada y contraportada dejando las manchas de tomate como parte de estas, y cambiar el título de "Yes Tor" a "Tormato", como un juego de palabras combinando "tor" y "tomato".

## Lista de canciones
Lado A
1. Future Times/Rejoice (6:44)
2. Don't Kill the Whale (3:56)
3. Madrigal (2:23)
4. Release, Release (5:46)

Lado B
1. Arriving UFO (6:03)
2. Circus of Heaven (4:29)
3. Onward (4:02)
4. On the Silent Wings of Freedom (7:46)

## Alineación
- Jon Anderson - voces
- Chris Squire - bajo y vocales
- Rick Wakeman - teclados
- Alan White - batería
- Steve Howe - guitarra

## Producción
- Arreglos y producción por Yes
- Grabación e ingeniería por Geoff Young y Nigel Luby
- Ingeniería adicional por Peter Woolliscroft y Pete Schwier

## Reediciones
- 1991 - Atlantic - CD
- 1994 - Atlantic - CD (Remasterizado)
- 2004 - Rhino - CD (Remasterizado con temas extra)